# James Cudjoe
James Cudjoe (n. 7 de septiembre 1971. Takoradi, Ghana) es un artista africano que trabaja con temáticas tradicionales del arte contemporáneo.

## Trayectoria
Cudjoe se graduó en Art College de Ghanatta en 1996, y desde entonces ha participado en siete exposiciones importantes de grupo e individuales. Tiene y maneja su propia galería en Acra y Takoradi, Ghana. 
El trabajo de James Cudjoe se basa en imágenes de la vida cotidiana. Es conocido por sus paisajes urbanos, que van desde lo vibrante, colorido y lleno de energía a la calma, apacible y suave. También se le conoce por representar a la mujer africana en el mercado, una figura que dice representa a su propia madre, en situaciones de trabajo o de descanso. Su crecimiento, popularidad y éxito en Europa y los Estados Unidos, así como muchos otros lugares en todo el mundo, es un testamento a su habilidad y su importancia como artista.
En mayo de 2007, James Cudjoe fue presentado en la exposición en el San Diego Museum of Man Artists Speak: Contemporary art from Ghana and Zimbabue. Su trabajo ilustra la tercera generación de artistas de Ghana, que se expresan libremente como artistas en un mundo moderno, sin caer en nociones restrictivas de arte africano .

## Exhibiciones seleccionadas
2004-National Theatre, Acra, Ghana
2003-Golden Tulip Hotel, Acra
2001-LA Palm Beach Hotel
2001-African Beach, Takoradi
2001-Shangrila Hotel
2000-Elmina Beach Resort, Elmina
2000-Art Centre National Exhibition
1998-Golden Tulip
1997-Arama Art Gallery, Acra